# Pyronema omphalodes
Pyronema omphalodes es una especie de hongo descrito por primera vez por Pierre Bulliard (1742-1793), para ser más tarde reclasificado por Karl Wilhelm Gottlieb Leopold Fuckel en 1870. Pertenece al género Pyronema dentro de la familia Pyronemataceae. No se han descrito subespecies.